# Larentia prasinias
Larentia prasinias là một loài bướm đêm trong họ Geometridae.